# Херіна
Херіна (рум. Herina) — село у повіті Бистриця-Несеуд в Румунії. Входить до складу комуни Галацій-Бістріцей.
Село розташоване на відстані 315 км на північний захід від Бухареста, 14 км на південний захід від Бистриці, 67 км на північний схід від Клуж-Напоки.

## Населення
За даними перепису населення 2002 року у селі проживали 540 осіб. Рідною мовою 532 особи (98,5%) назвали румунську.
Національний склад населення села:
| Національність | Кількість осіб | Відсоток |
| -------------- | -------------- | -------- |
| румуни         | 404            | 74,8%    |
| цигани         | 122            | 22,6%    |
| угорці         | 10             | 1,9%     |